# Bitva u Sinsheimu
Bitva u Sinsheimu se konala 16. června 1674 během francouzsko-nizozemské války. Po překročení Rýna po pontonovém mostě u Philippsburgu podstoupili Francouzi rychlý pětidenní pochod směrem k Neckaru, během něhož urazili 160 km, aby zabránili spojení hlavního císařského vojska, jemuž velel Bournonville, a jednotek lotrinského vévody Karla Lotrinského.
Poté, co francouzský maršál Henri de la Tour d'Auvergne, vikomt de Turenne, dorazil s vojskem k císařskému ležení u Sinsheimu mezi Heilbronnem a Heidelbergem, opírajícímu se o pevné pozice na březích potoka Mühlbach a řeky Elsenz a ze strany chráněné lesem. Francouzi překročili řeku, během zprvu nerozhodného boje, kdy výborné francouzské velení bylo vyváženo mírnou početní převahou a dobrou pozicí císařských, vnikli do Sinsheimu a po čtyřhodinovém boji porazili početně silnější - a navíc zakopanou - císařskou armádu vedenou vévodou Karlem Lotrinským a generálem Caprarou. Caprara padl do francouzského zajetí.